# Orthocis immaturus
Orthocis immaturus là một loài bọ cánh cứng trong họ Ciidae. Loài này được Zimmerman miêu tả khoa học năm 1939.